# Kovács Máté (színművész)
Kovács Máté (Budapest, 1996. november 24. –) magyar színész.

## Élete
A középiskolát a székesfehérvári Kodály Zoltán Általános Iskola, Gimnázium és Alapfokú Művészeti Iskolában végezte. 2015–2020 között a Színház- és Filmművészeti Egyetem hallgatója, Marton László, Hegedűs D. Géza és Forgács Péter osztályában. Egyetemi gyakorlatát független színházaknál töltötte.

## Színházi szerepei
- Shakespeare: Ahogy tetszik - Silvius (Színház- és Filmművészeti Egyetem, 2018)
- Calderon: Az élet álom - Basilio (Színház- és Filmművészeti Egyetem, 2018)
- Tóth Krisztina: Pixel - Jyran Singh (Színház- és Filmművészeti Egyetem, 2018)
- Spiró György: Elsötétítés - Férfi (Színház- és Filmművészeti Egyetem, 2018)
- Kanze Dzsúró Motomasza: Szumidagava - Utazó (Színház- és Filmművészeti Egyetem, 2018)
- Maros András – Szálinger Balázs: Phil Collins – zenés celebszatíra - Szőrös (POSZT, 2018)
- Szvetlana Alekszejevics: Secondhand  (Örkény István Színház, 2018)
- Nyáry Krisztián könyvei alapján: Így szerettek ők – Molnár Ferenc (Átrium, 2018)
- Nyáry Krisztián könyvei alapján: Így szerettek ők - Karinthy Frigyes (Átrium, 2018)
- Molnár Ferenc: Egy, kettő, három - Cirring, Colleon (Átrium, 2016)
- Reginald Rose: 12 dühös ember - Ötös esküdt (Átrium, 2018)
- Nassim Souleimanpour: Fehér nyuszi, vörös nyuszi Jurányi (Átrium, 2019)
- Stephen Dolginoff: Izgass fel! - Nathan Freudenthal Leopold (Hatszín Teátrum, 2019)
- Peter Weiss: Jean-Paul Marat üldöztetése és meggyilkolása, ahogy a charentoni elmegyógyintézet színjátszói előadják De Sade úr betanításában - Duperret  (Színház- és Filmművészeti Egyetem, 2019)
- Henry Farrel: Mi történt Baby Jane-nel? - Apa, Edwin Flagg (Hatszín Teátrum, 2019)
- Jerry Herman – Harvey Fierstein, Jean Poiret: Az Őrült Nők Ketrece - Francis, Jean-Michel (Átrium, 2014)
- Michael McKeever: Végszó - Tony O’Neill (Rózsavölgyi Szalon, 2019)
- Henrik Ibsen: Hedda Gabler Szkeccsek - Jörgen Tesman  (Színház- és Filmművészeti Egyetem, 2020)
- David Javerbaum: Isteni végjáték - Mihály (Átrium, 2020)
- Háy János: A bogyósgyümölcskertész fia - A bogyósgyümölcskertész fia (Átrium, 2021)
- Leonard Bernstein - Stephen Sondheim: West Side Story - Chino (Szegedi Szabadtéri Játékok, 2021)
- Rainer Werner Fassbinder:  A félelem megeszi a lelket - Bruno / Gruber / Hedwig / Berger / Ügyeletes orvos, ͏Hans / Angermayer / Kargusné r.: Alföldi Róbert  Átrium
- A TÁRSULAT IMPROVIZÁCIÓINAK FELHASZNÁLÁSÁVAL URBÁN ANDRÁS – UGRAI ISTVÁN: A trianoni csata r.: Urbán András  Átrium
- Maros András: HAZA TOURS felolvasószínház - Artúr  r.: Szenteczki Zita  Nyílt Fórum Dunaparti Művelődési Ház Szentendre
- Brasch Bence: Bálna - Bokor Bonifác r.: Brasch Bence  Átrium
- Stephen Enersen: Apróbetűs szerelem - Josh r.: Ujj Mészáros Károly  Rózsavölgyi Szalon
- MÓRA FERENC NOVELLÁJA, VALAMINT FÁBRI ZOLTÁN, GYENES ISTVÁN ÉS SZÁSZ PÉTER FORGATÓKÖNYVE NYOMÁN DERES PÉTER ÉS VIDOVSZKY GYÖRGY: Hannibál tanár úr - Altiszt r.: Vidovszky György  Átrium
- Robert Icke: Az orvos - Asszisztens r.: Alföldi Róbert  Átrium
- Tom Schulman: Holt Költők Társasága - Todd Anderson r.: Vidovszky György (Átrium, 2023)
- Rejtő Jenő élete és művei alapján: A piszkosak - Herceg-Romeó r.: Scherer Péter (Karinthy Színház és Nézőművészeti Kft, 2018)

## Rendezései
- Totth Benedek: Holtverseny (Átrium, 2021)

## Filmes és televíziós szerepei
- Veszettek (2015)
- Jófiúk (2019) ...Kapucnis
- Apatigris (2020) ...Srác a kávézóból
- A besúgó (2022) ...Kollégiumi lakó
- Ida regénye (2022) ...Ficsúr
- S.E.R.E.G.  (2024) ...Ellenőr

## CD-k és hangoskönyvek
- Robert Louis Stevenson: A kincses sziget
- Jules Verne: Sándor Mátyás
- Mark Twain: Tom Sawyer kalandjai
- Mark Twain: Huckleberry Finn kalandjai